# Bobby Bright
Pour les articles homonymes, voir Bright.
Bobby Neal Bright Sr. est un homme politique américain né le 21 juillet 1952 à Midland City (Alabama). Sous les couleurs du Parti démocrate, il est élu maire de Montgomery (1999-2009) puis représentant des États-Unis (2009-2011). En 2018, il rejoint le Parti républicain pour retrouver son ancien siège au Congrès, sans succès.

## Biographie
Bobby Bright est issu d'une famille pauvre de 14 enfants vivant du métayage. Il est diplômé d'un bachelor of arts de l'université d'Auburn (1975), d'un master of science de l'université d'État de Troy (1977) et d'un juris doctor de l'université Faulkner (1982).
Il est élu maire de Montgomery, capitale de l'Alabama, en 1999.
Lors des élections de 2008, il se présente à la Chambre des représentants des États-Unis dans le 2e district de l'Alabama. Le républicain sortant Terry Everett (en), réélu tous les deux ans avec plus de 63 % des voix depuis 1992, ne se représente pas. Profitant d'un camp républicain divisé et d'une mobilisation démocrate en faveur de Barack Obama, Bright est élu représentant de justesse face au représentant d'État Jay Love (50,2 % contre 49,6 %). Le même jour, le républicain John McCain remporte le district avec 63 % des voix.
À la Chambre des représentants, il rejoint la Blue Dog Coalition. Conservateur, il est l'un des démocrates votant le plus souvent avec les républicains, s'opposant à l'Obamacare, à la réforme énergétique ou encore au budget promu par la majorité. En 2010, il est battu d'environ cinq mille voix par la conseillère municipale de Montgomery Martha Roby (48,8 % contre 51 %).
En février 2018, Bright annonce quitter le Parti démocrate pour le Parti républicain et vouloir affronter Roby lors des primaires. Au premier tour de la primaire républicaine, Roby ne rassemble que 39 % des voix handicapée par ses anciennes oppositions au président Donald Trump. Bright accède ainsi au second tour. Cependant, la représentante reçoit le soutien de Trump entre les deux tours et remporte le second tour avec environ deux tiers des voix.